# Natourcriterium Roeselare 2011
De 2e editie van de Belgische wielerwedstrijd het Criterium van Roeselare werd verreden op 26 juli 2011. De start en finish vonden plaats in Roeselare. De winnaar was Samuel Sanchez, gevolgd door Philippe Gilbert en Thor Hushovd.

## Uitslag
| Natourcriterium Roeselare 2011 |                          |                                  |           |
| Plaats                         | Naam                     | Ploeg                            | Tijd      |
| Winnaar                        | Samuel Sanchez           | Euskaltel-Euskadi                | 2u 2' 33" |
| 2                              | Philippe Gilbert         | Omega Pharma-Lotto               | 3"        |
| 3                              | Thor Hushovd             | Team Garmin-Cervélo              | z.t.      |
| 4                              | Thomas De Gendt          | Vacansoleil-DCM Pro Cycling Team | 6"        |
| 5                              | Gianni Meersman          | FDJ                              | z.t.      |
| 6                              | Guillaume Van Keirsbulck | Quick-Step                       | z.t.      |
| 7                              | Davy Commeyne            | Landbouwkrediet                  | z.t.      |
| 8                              | Klaas Lodewyck           | Omega Pharma-Lotto               | z.t.      |
| 9                              | Bart De Clercq           | Omega Pharma-Lotto               | z.t.      |
| 10                             | Kurt Hovelijnck          | Donckers Koffie-Jelly Belly      | z.t.      |

2010 · 2011 · 2012 · 2013 · 2014 · 2015 · 2016 · 2017 · 2018 · 2019 · 2020 · 2021 · 2022